# نورمان بيرد
نورمان بيرد (بالإنجليزية: Norman Bird)‏ هو ممثل بريطاني (وحمل سابقاً جنسية المملكة المتحدة لبريطانيا العظمى وأيرلندا)، ولد في 30 أكتوبر 1920 في المملكة المتحدة، وتوفي بنفس المكان في 22 أبريل 2005.

## وصلات خارجية
- نورمان بيرد على موقع IMDb (الإنجليزية)
- نورمان بيرد على موقع ألو سيني (الفرنسية)
- نورمان بيرد على موقع ميوزك برينز (الإنجليزية)
- نورمان بيرد على موقع أول موفي (الإنجليزية)
- نورمان بيرد على موقع قاعدة بيانات الأفلام السويدية (السويدية)
- نورمان بيرد على موقع ديسكوغز (الإنجليزية)
- نورمان بيرد على موقع قاعدة بيانات الفيلم (الإنجليزية)
- نورمان بيرد على موقع كينوبويسك (الروسية)